# Piper fagifolium
Piper fagifolium är en pepparväxtart som beskrevs av William Trelease. Piper fagifolium ingår i släktet Piper och familjen pepparväxter. Inga underarter finns listade i Catalogue of Life.